# RiceGum
Bryan Quang Le, plus connu sous le pseudonyme de RiceGum, né le 19 novembre 1996 à Las Vegas, est un vidéaste et rappeur américain. En avril 2018, sa chaîne principale franchit le cap des 10 millions d'abonnés.

## Biographie
RiceGum naît Bryan Quang Le le 19 novembre 1996 à Las Vegas, Nevada, de parents vietnamiens. Il crée sa chaîne YouTube en septembre 2012, et met en ligne un gameplay sur le jeu-vidéo Call of Duty: Modern Warfare 3 en guise de première vidéo. Il s'ensuit une période d'abandon de la chaîne jusqu'en novembre 2014 où Le optera pour une chaîne orienté humour et vlog. Après avoir fréquenté le lycée Sierra Vista de Spring Valley, il décide de ne pas poursuivre ses études pour se consacrer à sa carrière de vidéaste.
Le 4 avril 2017, RiceGum publie son premier titre, un diss intitulé I Dind't Hit Her, adressé à la vidéaste Gabbie Hanna (en) après que celle-ci l'a publiquement accusé de l'avoir frappé et d'avoir cassé son téléphone au cours d'une soirée. Le 10 juin 2017, il sort It's Everynight Sis, un nouveau diss, cette fois-ci adressé à Jake Paul et tirant son nom du hit viral It's Everyday Bro (en) de ce dernier. Ce titre, en collaboration avec la vidéaste Alissa Violet, l'ex-copine de Jake Paul, devient un hit viral à son tour, atteignant la 80e place du Billboard Hot 100 et se voyant certifié disque de platine,. Le 23 juillet 2017, RiceGum publie le single God Church. Le 10 octobre 2017, il publie un nouveau diss intitulé Frick Da Police et adressé au vidéaste Ian Carter, dit iDubbbz, après que celui-ci lui a consacré un épisode de sa web-émission Content Cop. Ce dernier titre rencontre un accueil bien plus mitigé affichant plus de 1,1 million de dislikes, mais atteignant toutefois la 5e place du Bubbling Under Hot 100 Singles. Le 23 décembre 2017, il publie le single Naughty or Nice.